# Paradiso - Canto ventottesimo

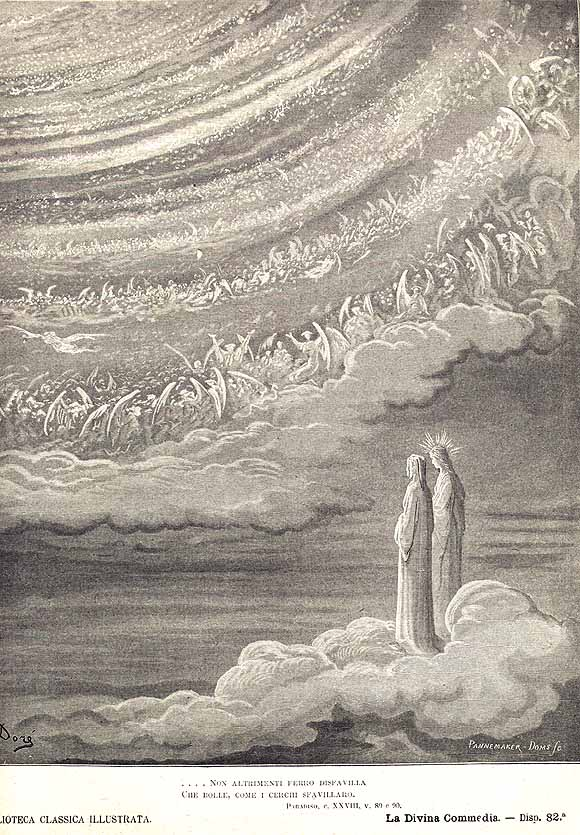
Spiegazione di Beatrice, illustrazione di Gustave Doré

Il canto ventottesimo del Paradiso di Dante Alighieri si svolge nel nono cielo o Primo mobile, ove risiedono le gerarchie angeliche; siamo alla sera del 14 aprile 1300, o secondo altri commentatori del 31 marzo 1300.

## Incipit
(Anonimo commentatore dantesco del XIV secolo)
In questo Cielo, il Primo Mobile, non ci sono anime particolari ma c'è la visione di tutte le Gerarchie degli angeli sotto forma di nove cerchi di fuoco che ruotano a differente velocità intorno a un punto, luminosissimo e infinitamente piccolo, che è il principio dell'essere, cioè Dio.

## Temi e contenuti

### Nove cori angelici come cerchi di fuoco intorno al Punto divino - vv.1-45
Come chi, scorgendo in uno specchio la fiamma di una torcia che ha dietro le spalle, si rivolge per constatare se lo specchio rende il vero e s'accorge che lo specchio rende il vero, allo stesso modo, scorgendo negli occhi di Beatrice un punto luminosissimo, Dante si volge indietro: la sua vista è colpita da un punto luminoso infinitamente piccolo ma così accecante che l'occhio è costretto a chiudersi. Vicinissimo a quel punto gira un cerchio di fuoco, velocissimo, e intorno altri cerchi, via via più grandi ma più lenti e meno luminosi.
Beatrice spiega che da quel Punto dipendono il Cielo e la Natura e che il cerchio più vicino a Dio è il più veloce per l'affocato amore da cui è spinto. Questo cerchio, che comprende il primo ordine degli angeli - i Serafini - a sua volta è circondato da altri otto cerchi concentrici, sempre più ampi e sempre meno veloci e luminosi, corrispondenti alle gerarchie angeliche che sovrintendono al moto delle sfere celesti.

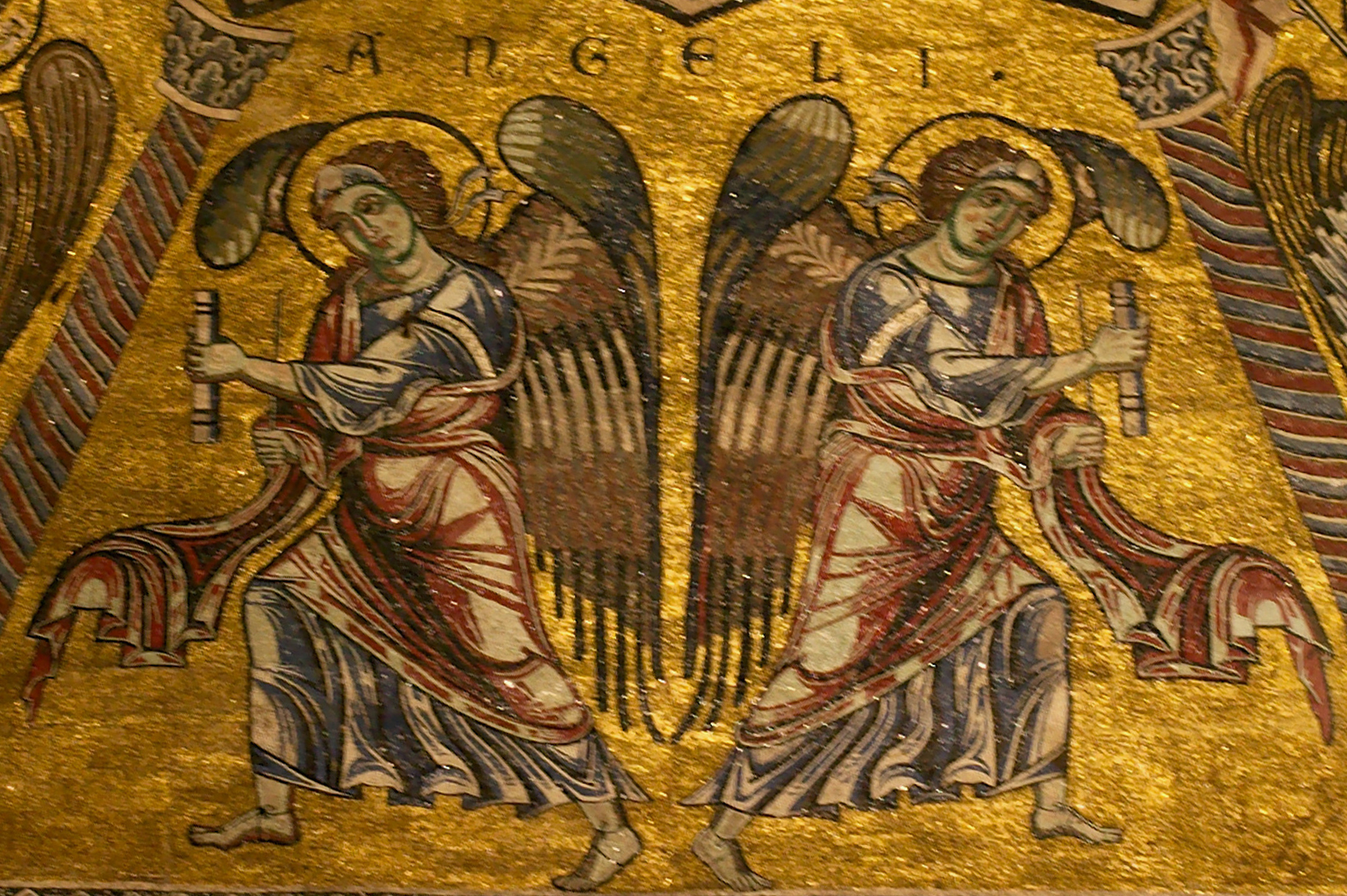
Firenze, Mosaici del Battistero, angeli

### Corrispondenze tra i cieli e i cori angelici - vv. 46-96
Dante è preso da un dubbio poiché le sfere celesti sono ordinate in modo opposto a quanto lui ora vede. Infatti, nel mondo sensibile, il cielo più veloce, dal quale si trasmette il moto agli altri otto, è il Primo Mobile, il cielo più lontano dalla Terra. Beatrice risponde che maggior virtù produce più salutari influssi; quindi al Primo Mobile, nel mondo sensibile, corrisponde, nel mondo soprasensibile, il cerchio angelico che più ama e più conosce Dio, essendogli più vicino: quello appunto dei Serafini. [...] e come stella in cielo il ver si vide (v. 87): come il cielo rimane splendido e sereno quando il maestrale ha spazzato le nuvole, sicché risplende in ogni sua parte (paroffia), così alle parole di Beatrice si rischiara la mente del poeta.
Allo stesso tempo, mentre si eleva un canto di Osanna verso il Punto luminoso, i cori angelici sfavillano come ferri incandescenti.

### Le gerarchie angeliche: la teoria di Dionigi l'Aeropagita e quella (erronea) di S. Gregorio Magno - vv. 97-139
Beatrice inoltre spiega a Dante che il primo ordine (ternaro) di angeli è formato da Serafini, Cherubini e Troni, e da ciò si può comprendere che la beatitudine dipende dall'atto del vedere, non da quello di amare. Il secondo ordine è formato da Dominazioni, Virtù e Podestà; l'ultimo da Principati, Arcangeli e Angeli. Ciascun ordine è attratto da Dio e attrae a Dio l'ordine inferiore. Gregorio Magno distinse diversamente le gerarchie angeliche ma Dionigi conobbe questa arcana verità direttamente da S. Paolo, che l'aveva vista nel Cielo.

## Analisi

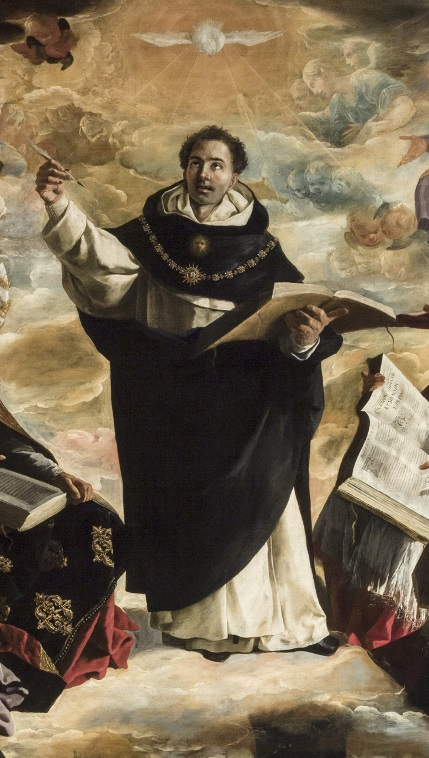
Visione di San Tommaso d'Aquino

Vi sono, tra le altre, due terzine che richiedono un'analisi più dettagliata. La prima al verso 91: L'incendio suo seguiva ogni scintilla;/ed eran tante che il numero loro/ più che 'l doppiar delli scacchi s' immilla. La terzina ha dato adito a interpretazioni numerose e diverse ma si riferisce sicuramente ad una leggenda orientale. Essa narra dell'inventore degli scacchi che avrebbe chiesto al re di Persia, come premio per la sua invenzione, un chicco di grano per la prima casella della scacchiera, due per la seconda, quattro per la terza e così via, in progressione geometrica, fino alla sessantaquattresima: il re, dopo aver riso della cosa, si avvide che il numero dei chicchi era così grande (un numero di venti cifre) che... in tutta la Persia non vi era grano sufficiente per soddisfare l'inventore.
La seconda al verso 108: Quinci si può veder come si fonda / l'esser beato ne l'atto che vede,/ non in quel ch'ama, che poscia seconda;/
e del vedere è misura mercede, / che grazia partorisce e buona voglia: / così di grado in grado si procede.
Dante segue qui la dottrina di San Tommaso che fa consistere la beatitudine nella visione di Dio; e si oppone a quella di Giovanni Duns Scoto, che la faceva consistere nell'amore di Dio. L'autorevole commentatore Luigi Pietrobono sostiene che in questo stesso canto è detto che i Serafini formano il cerchio che più ama e più sape; e amano di più perché vedono di più: conoscere e amare sono dunque due aspetti di una medesima realtà, e se il secondo non si concepisce senza il primo, il primo senza il secondo non darebbe beatitudine alcuna.